# A hattyúk tava (balett)
A hattyúk tava Pjotr Iljics Csajkovszkij első balettja, a balettirodalom egyik legtöbbet játszott darabja. A művet 1874–1876 között írta. A szövegkönyvet Vladimir Begicsev és Vaszilij Gelcer a Théophile Gautier-féle romantikus balettszövegek mintájára dolgozta ki, egy régi orosz népmese alapján. A bemutató koreográfiáját Julius Reisinger állította össze. A művet először 1877. március 4-én (a régi, julián naptár szerint február 20-án) mutatták be a moszkvai Nagyszínházban. Napjainkban a leggyakrabban a Marius Petipa által 1895-ben kidolgozott koreográfiával adják elő. Az első magyarországi bemutató – 1951-ben – Aszaf Messzerer nevéhez fűződik, aki a moszkvai Nagyszínház kiváló klasszikus táncosa, majd koreográfusa volt.

## Történelem

### A mű keletkezése

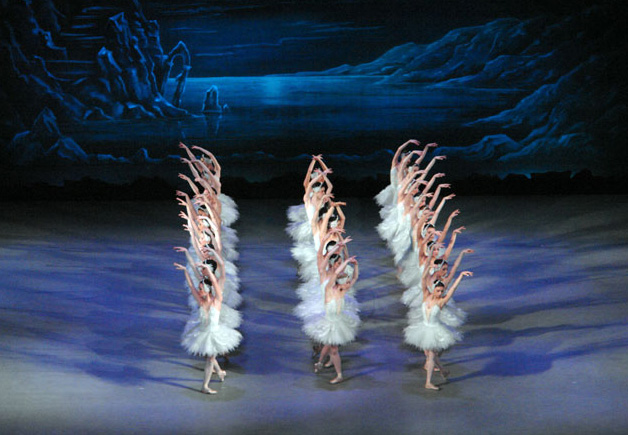
A hattyúk keringője

Csajkovszkij első balettjét – A hattyúk tavát – a 19. századi klasszikus orosz balettek legkiválóbb alkotásaként tartják számon. A hattyúk tava szövegkönyvét a moszkvai Nagyszínház egykori műsorfelügyelője, későbbi igazgatója, Vladimir Begicsev és egyik fiatal táncosa, Vaszilij Gelcer a Théophile Gautier-féle romantikus balettszövegek mintájára dolgozta ki, egy régi orosz népmese alapján. A zeneszerző mindhárom balettjéhez (A hattyúk tava, Csipkerózsika és A diótörő) mesetémát választott, mert úgy vélte, hogy a mese valóságos érzelmek és szenvedélyek zenei kifejezésére való alkalom. A régi orosz népmese keretében megszólaltathatta az emberi tisztaságba, jóakaratba és bátorságba vetett hitét, és a bagolyszárnyú szörnyeteg rabságában vergődő hattyúleányok sorsában korának – II. Sándor orosz cár nyomasztó uralmának – nagyon is reális alaphangulatát, a mélabút fejezhette ki. Csajkovszkij zenéje azonban nemcsak hangulatkeltő, hanem fontos drámai alakító tényező, már A hattyúk tavában is. Ebben jelentkezik reformjának (a korabeli balettsablonoktól eltérő) lényege.
A mű moszkvai bemutatója nem nyerte el a közönség tetszését, maga a zeneszerző is elégedetlen volt Reisinger koreográfiájával. Tizenhat évvel később Marius Petipa és Lev Ivanov dolgozott ki új koreográfiát, de a zeneszerző még a bemutató előtt meghalt. 1894. február 17-én, a gyászünnepélyen előadták a félkészen koreografált művet. A teljes előadásra 1895. január 27-én került sor a szentpétervári Mariinszkij színházban. A hattyúk tavát a világ minden jelentős színpadán új koreográfiákkal is előadták azóta, de ezt az eredeti Petipa–Lev Ivanov-féle koreográfiát mindenütt tiszteletben tartják.

### Magyarországi bemutatók
Az első magyarországi bemutató – 1951-ben – Aszaf Messzerer nevéhez fűződik, aki a moszkvai Nagyszínház klasszikus táncosa, majd koreográfusa volt.
A következő bemutatót 1977-ben tartották a budapesti Operaházban. Ezt a felújítást Naima Baltacsejeva és Abdurahman Kumisznyikov készítette elő, akik részben visszaállították az eredeti Ivanov-féle koreográfiát.
A későbbi operaházi változat ifj. Harangozó Gyula és Pongor Ildikó közös munkája. Ők szintén a Petipa- és Ivanov-féle eredeti verzióhoz nyúltak vissza, meghagyva a legszebb, legértékesebb táncokat, s csak annyit változtattak, amennyit a mai kor a tánctechnikában – pl. a Varázsló szerepe a korábbi pantomim-szerű mozgás helyett most komoly táncosi teljesítmény – és a látványban (díszlet, jelmez) megkövetel.
2015. április 25-én mutatták be a művet Rudi van Dantzig és Toer van Schayk 1988-as átdolgozásában. A koreográfia – Petipa és Ivanov nyomán – Rudi van Dantzig munkája.

## Szereplők
- Odette
- Odilia (Odile)
- A herceg
- A varázsló
- A herceg anyja
- Udvari bolond
- A herceg nevelője
- Négy menyasszony, három hattyú, négy kishattyú, vendégek, dámák, udvaroncok, álarcosok, hattyúk, lakájok.

## Cselekmény

### Első felvonás

#### Első kép
A hercegi kastély parkjában nemesifjak és -lányok vidáman ünneplik a herceg huszonegyedik születésnapját. Az udvari bolond rövid szólótáncával vonja magára a figyelmet. Megérkezik az ifjú herceg, a két barát és a két barátnő kíséretében egy keringőt táncolnak (Parasztkeringő). Tánc közben a bohóc mókázásaival igyekszik feltűnni, négy lány pedig virággal kedveskedik a hercegnek. Előkelő társaság élén megérkezik a hercegné és arra kíváncsi, hogy fia talált-e már magához illő párt, hiszen a rövidesen megtartandó ünnepségen a hercegnek döntenie kell, kit vesz feleségül. Az alkonyat beálltával a fiatalok távoznak, csak a herceg, az öreg nevelő, néhány barát és a bohóc marad a színen. A herceg ábrándjaiba merülve ül le egy padra. Hirtelen felriad – hattyúk csapata húz át az égen. A herceg nézi a hattyúcsapatot – erőt vesz rajta vadászszenvedélye, íjat ragad, és üldözőbe veszi a madarakat.

#### Második kép
Egy erdei tó melletti tisztáson megjelenik a herceg és vadászzsákmányát keresi és lenyűgözi a partot benépesítő hattyúlányok látványa. A herceg meglepve engedi le megfeszített íját. A tisztás kiürül és feltűnik Odette bánatos alakja. Odette riadtan fogadja a megjelenő herceget. Előbb menekül előle. Azután elbeszéli neki a maga és barátnői szomorú történetét: gonoszul elvarázsolták őket, szabadulásukat csupán egy ifjú hűséges szerelme adhatja vissza. Addig csak éjszaka vehetik fel emberalakjukat. Megérkezik a többi hattyúlány is és keringőt táncolnak. A vidámságnak azonban hamar vége szakad, mert lassan véget ér az éjszaka és a lányoknak ismét vissza kell változniuk hattyúvá. Odette marad utoljára – fájdalmasan szakad el szerelmétől, aki örök hűséget fogad neki.

### Második felvonás

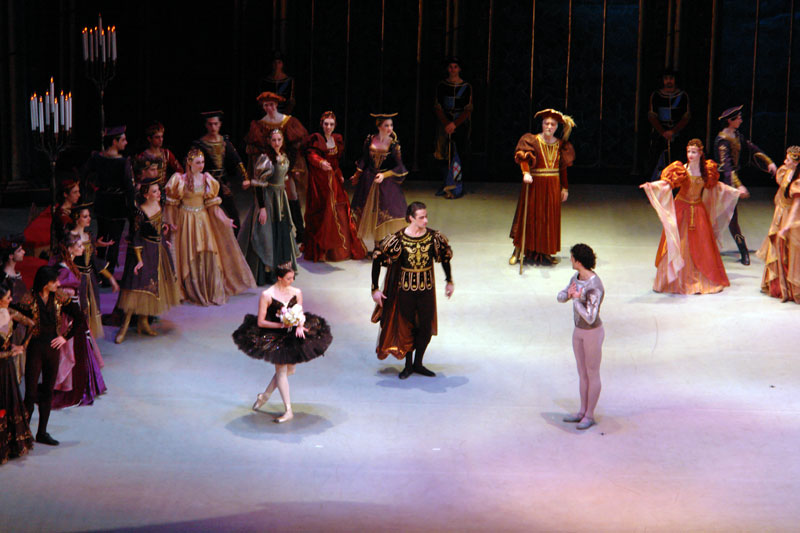
Jelenet a második felvonásból

A hercegi palota báltermébe megérkeznek a vendégek: magyarok, lengyelek, spanyolok, nápolyiak. Megérkezik a hercegné is és a négy menyasszony is. Egy-egy szólót táncolnak, majd a herceg keringőzik mindegyikkel pár lépést, aztán a négy menyasszonnyal táncol együtt, de közben csak Odette-re gondol, őt várja. Anyja kérdésére, hogy választott-e a négy menyasszonyjelölt közül, nemmel felel. Új vendég érkezik, egy feketébe öltözött lovag, kíséretében lányával Odiliával. A herceg a leányban, Odiliában, szerelmét véli felismerni, hiszen Odilia Odette arcvonásait viseli. A bál következik, amelyen mindenki részt vesz. A táncok után a fekete lovag – aki nem más, mint az álruhás varázsló – bevezeti lányát, Odiliát. A fekete hattyú tánca csillogó, hódító, csak néhány gesztusa emlékeztet Odette-re. A lovag többször is ráparancsol a lányra, hogy csábítsa el a herceget. A herceg mindjobban Odilia bűvkörébe sodródik. A herceg boldog, mert azt hiszi, hogy Odiliában szerelmét, Odette-et találta meg újra. Anyjához vezeti választottját, a lovag pedig esküjét veszi. Ekkor feltűnik a háttérben Odette bánatos alakja. A herceg rádöbben, hogy becsapták. A lovag és Odilia pedig diadalmaskodó gúnyos kacajjal hagyja el a termet. A hercegasszony udvaroncainak karjaiba ájul, a herceg kétségbeesve elrohan.

### Harmadik felvonás
A tó melletti tisztáson a hattyúlányok Odette-et várják, aki elbeszéli nekik, hogy a herceg hűtlenné vált hozzá: nincs hát többé remény a kiszabadulásukra. Váratlanul azonban felbukkan a herceg és bevallja Odette-nek, hogy nem lett hozzá hűtlen, mert Odiliának – aki megtévesztette őt – tett esküje neki, Odette-nek szól. A herceg már magával vinné szerelmét, amikor megjelenik a varázsló. Ádáz dühre gerjedve fölkelti a természet erőit a herceg ellen, hogy megakadályozza Odette és a hattyúlányok szabadulását. A herceg azonban nagy küzdelemben legyőzi a gonoszt, leszakítja bagolyszárnyát, s ezzel megfosztja erejétől – megtörik a varázslat: Odette és társnői szabadok.

## Az 1877-es előadás
A hattyúk tava ősbemutatója 1877. március 4-én volt, pénteken. Az előadásban Odette szerepét Pelageja Karpakova (avagy Polina Karpakova néven ismert) művésznő és a Siegfriedet alakító herceget pedig a Bolshoi balettkarának táncosa, Victor adta elő. 
- Valószínűleg Odile szerepét is Karpakova alakította. Azóta Odette és Odile szerepe nagyon sok adaptálásban megduplázódott.

Az eredeti elképzelés szerint a címszerepet az orosz balerina, Anna Szobesanszkaja alakította volna, viszont Pelageja Karpakovanak adták át a hattyú királynő szerepet. Ugyanis a moszkvai hatóság megjegyezte, hogy drága ékszereket fogadott el és házassága után készpénzre váltotta azokat. Ezért döntöttek úgy, hogy táncost cserélnek.
A moszkvai bemutató nem nyerte el sem a közönség, sem a kritikusok tetszését. Egyhangú és rosszalló kritikák születtek, ami a díszletet, táncosokat és a zenét illeti. Sajnos Csajkovszkij mesteri partitúrája elveszett a megbukott produkció miatt és annak ellenére, hogy egyes kritikusok elismerték erényeit, a legtöbben túl bonyolultnak tartották egy baletthez. A legtöbb kritikus inkább a beszélő melodrámát ismerte és nem a balettet vagy a zenét. A kritikusok túl „hangosnak, wagnerinek, szimfonikusnak” tartották Csajkovszkij zenéjét. Reisinger koreográfiáját is elítélték arra hivatkozva, hogy fantáziátlan és nehezen megjegyezhető.

Az előadás sikertelensége több tényezőnek tulajdonítható. A hattyúk tava történetének német eredete miatt a közönség „gyanakodva fogadta, a mesét pedig ostobának tekintették, kiejthetetlen családnevű karakterekkel”. Azt hangsúlyozták, hogy az Odettet alakító táncos (feltehetően Odilét is ő alakította, de ez sohasem volt bizonyítva) „nem volt különösebben meggyőző”.
|  | „Az előadás szegényessége, vagyis a díszletek és a jelmezek, a kiemelkedő táncosok, valamint a balettmester fantáziatlansága, és a zenekar… mindez jó okot adott Csajkovszkijnak, hogy a többieket hibáztassa a kudarcért.” |
|  | – Modest Tchaikovsky, a zeneszerző testvére |

 A bemutatót követően a sikertelennek bizonyult előadást meg hat évig (41 előadás) játszották – sokkal több ideig, mint az akkori repertoárokat az operaházban.
Annak ellenére, hogy a kritikusok túl bonyolultnak tartották a darab zenéjét, mint balettet, jelenleg a zeneszerző egyik legnagyobb alkotásaként tartják számon, Csajkovszkijt pedig Oroszország kiemelkedő művészeként emlegetik.

## Érdekessége
A mű érdekessége és nehézsége is abban rejlik, hogy minden előadás során ugyanaz a balerina játssza Odettet, és Odiliát. Szakmai szempontból mindenképp a Fekete Hattyú tánca a második felvonásban, azon belül is a 32 fouetté en tournant forgása az egyik legnagyobb kihívás. A fouetté en tournant egy lábon végzett, egy lábra érkező forgást jelent, amely során a szabad láb a levegőben köröket írva le idézi elő a fordulatot. A 32 fordulat roppant sok, és megterhelő, Csajkovszkij balettjének bemutatása idején pedig különösen megdöbbentő volt ez a szám. Ezt először Lev Ivanov alkalmazta Hamupipőke című balettjének Grand Pas d'action részében.

## Hangszerelés
- Vonós hangszerek: I. hegedű, II. hegedű, brácsa, cselló, nagybőgő
- Fafúvós hangszerek: piccolo, 2 fuvola, 2 oboa, 2 klarinét, 2 fagott
- Rézfúvós hangszerek: 4 kürt, 2 trombita, 2 kornett, 3 harsona, tuba
- Ütős hangszerek: timpani. cimbalom, dob, pergődob, triangulum, tamburin, kasztanyetta, tam-tam, harangjáték
- Egyéb: hárfa